# آسترا آبه
آسترا آبه (به سوئدی: Astra AB) یک شرکت دارویی بین‌المللی سوئدی بود که مقر آن در سودرتلیه قرار داشت. آسترا در سال ۱۹۱۳ تشکیل شد و در سال ۱۹۹۹ با گروه زِنِکا بریتانیا ادغام شد و آسترازنکا را تشکیل داد. توسعه محصول برروی درمان اختلالات گوارشی، قلبی عروقی و تنفسی و کنترل درد متمرکز شده بود. در زمان ادغام، آسترا بزرگترین شرکت دارویی سوئدی بود. آسترا همچنین آسترا تِک، یک شرکت تولید تجهیزات پزشکی را اداره می‌کرد و داروهایی را در خارج از حوزه توسعه اولیه خود، از جمله عوامل ضدعفونی‌کننده‌ها به بازار عرضه می‌کرد.